# Lothar Emmerich
Lothar „Emma“ Emmerich (* 29. November 1941 in Dortmund-Dorstfeld; † 13. August 2003 in Hemer) war ein deutscher Fußballspieler. In der Fußball-Bundesliga erzielte er 115 Tore bei 183 Einsätzen, dies ist die drittbeste Quote der erfolgreichsten Torschützen der Fußball-Bundesliga. Von 1960/61 bis 1977/78 werden für den Angreifer mit der „linken Klebe“ bei den Vereinen Borussia Dortmund, K. Beerschot VAV, SK Austria Klagenfurt, 1. FC Schweinfurt 05, Würzburger FV 04 und Würzburger Kickers insgesamt 279 Tore in Meisterschaftsspielen aufgelistet.

## Leben
Vor seiner Fußballkarriere absolvierte Emmerich eine Ausbildung als Kraftfahrzeugmechaniker.

### Karriere als Fußballer

#### Anfänge in Dorstfeld
Emmerichs Karriere begann beim SC Dorstfeld im Dortmunder Stadtteil Dorstfeld. Dort bestritt er im Frühsommer 1960 sein erstes Spiel für die Herrenmannschaft des Vereins gegen den Lüner SV auf der Kampfbahn Schwansbell. Zufälligerweise erschien dort der damalige Trainer von Borussia Dortmund, Max Merkel, da er einen Verteidiger von Lünen als möglichen Ersatz für den verletzten Herbert Sandmann in Erwägung zog. Dessen Gegenspieler war allerdings Lothar Emmerich, der beim 4:0-Sieg Dorstfelds alle Tore erzielte. Merkel war von Emmerichs Leistung begeistert und nahm ihn, an Stelle von Lünens Verteidiger, bei Borussia Dortmund unter Vertrag.

#### Oberliga und Bundesliga

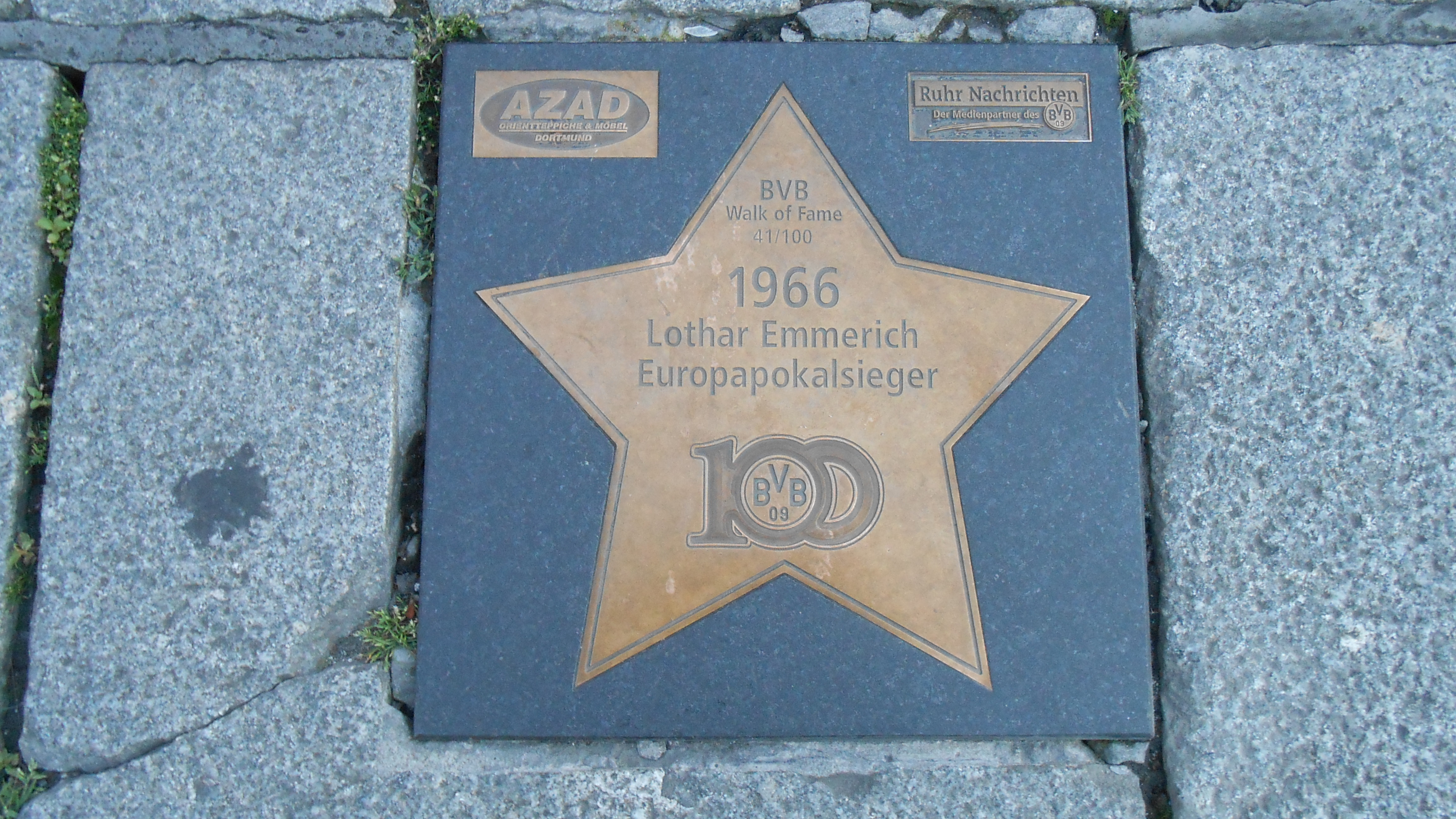
Als Teil der BVB-Gewinnermannschaft des Europapokals 1966 bekam Lothar Emmerich im Jahre 2010 einen Stern auf dem BVB Walk of Fame

Für Dortmund absolvierte Emmerich in drei Spielzeiten 32 Einsätze in der Oberliga West und erzielte dabei elf Tore. 1963 wurde er in der letzten Saison vor Einführung der Bundesliga mit dem BVB Deutscher Meister, ohne in den Endrundenspielen zum Einsatz zu kommen.
1965 gewann Emmerich, dem in der abgelaufenen Saison 14 Treffer gelungen waren, mit Dortmund den DFB-Pokal durch ein 2:0 gegen Alemannia Aachen; Emmerich erzielte den zweiten Treffer für den BVB. In der darauf folgenden Saison trat die Mannschaft daher im Europapokal der Pokalsieger an. Emmerich erzielte im Laufe des Wettbewerbs 14 Tore (darunter vier Tore gegen Titelverteidiger West Ham United in den Halbfinalspielen); dies ist die Rekordmarke in der Geschichte des Wettbewerbs. Im Finale setzte sich Dortmund mit 2:1 nach Verlängerung gegen den FC Liverpool durch und holte somit als erste deutsche Mannschaft den Titel in diesem Wettbewerb. Im Jahre 1966 wurde er zusammen mit der Mannschaft des BVB mit dem Silbernen Lorbeerblatt ausgezeichnet.
Auch persönlich bildeten die mittleren 1960er-Jahre Emmerichs sportlichen Höhepunkt: 1966 wurde er mit 31 Toren Torschützenkönig der Fußball-Bundesliga, 1967 teilte er sich den Titel mit Gerd Müller (jeweils 28 Tore). Einer der Gründe für Emmerichs Torgefährlichkeit war das harmonische Zusammenspiel mit Sigfried Held, der 1965 nach Dortmund gewechselt war. Beide Spieler gingen als die Terrible Twins in die Fußballgeschichte ein.
Emmerich blieb bis 1969 bei der Borussia. Nach dieser Saison wechselte er zum belgischen Erstligisten K. Beerschot VAV.
Zudem gilt Emmerich noch immer als einer der fairsten Bundesligaspieler überhaupt, da er während seiner Karriere nie verwarnt wurde.

#### Nationalmannschaft

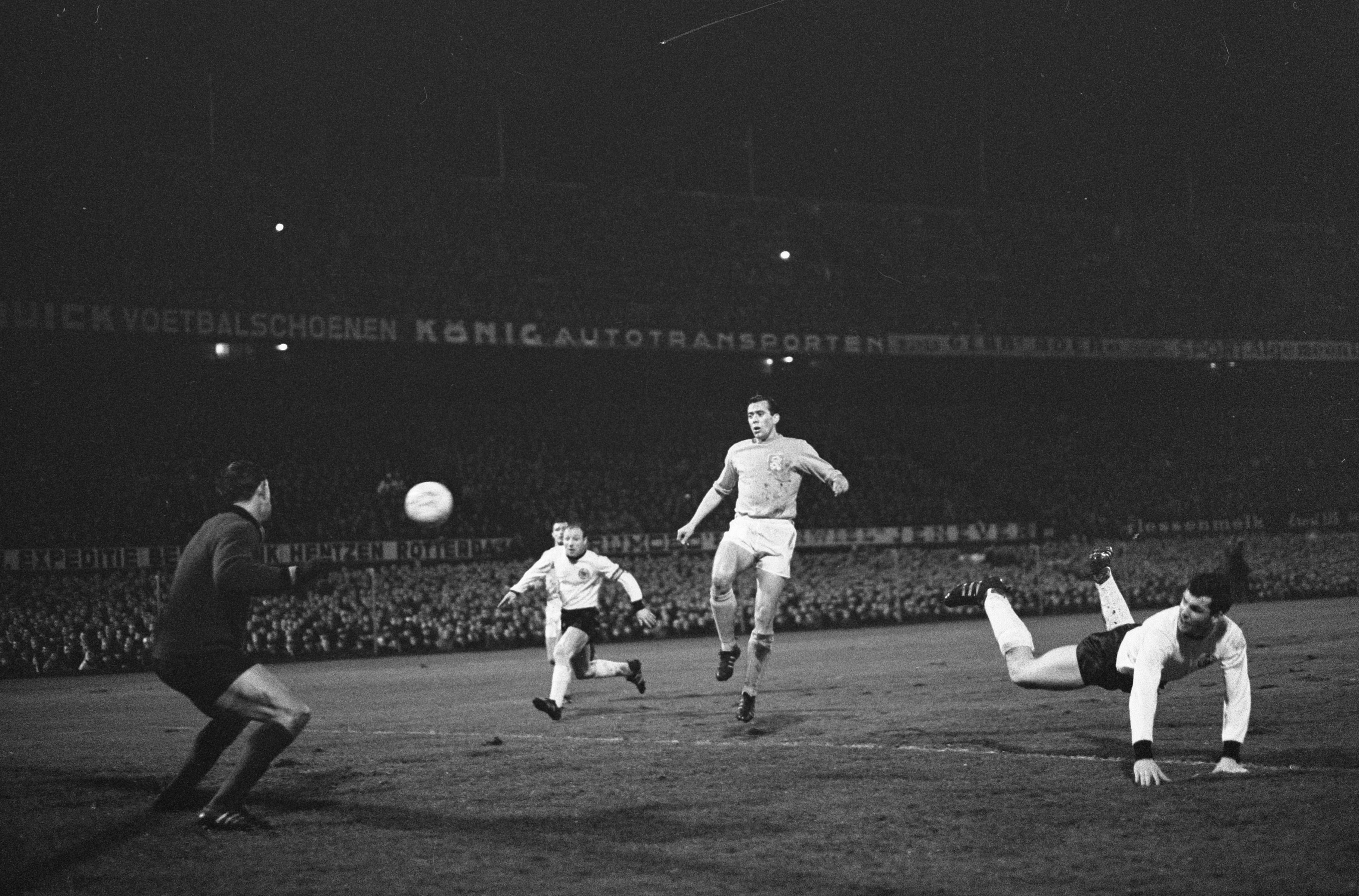
Lothar Emmerich (rechts) köpft beim Freundschaftsspiel gegen die Niederlande zum zwischenzeitlichen 0:2 für West-Deutschland, 23. März 1966. Die Niederlande wurde in Rotterdam mit 2:4 besiegt

Bei der WM 1966 wurde er mit der deutschen Fußballnationalmannschaft Vizeweltmeister. Nachdem Albert Brülls sich im zweiten Spiel verletzt hatte, wurde ab dem dritten Gruppenspiel gegen Spanien Emmerich eingesetzt. Bei diesem Spiel schoss Emma als Linksfuß ein Tor aus spitzem Winkel zum 1:1-Ausgleich, was ihm den Spitznamen Emma mit der linken Klebe einbrachte. Er blieb auch bis zum Finale in der Mannschaft, obwohl Brülls da wieder zur Verfügung stand. Insgesamt bestritt Emmerich neben den vier Einsätzen bei der WM nur ein weiteres Spiel für die Nationalmannschaft.

#### Im Ausland
Drei erfolgreichen und turbulenten Jahren in Belgien beim K. Beerschot VAC, wo er 1969/70 Torschützenkönig der belgischen Liga und einmal vor einem Stadtderby sogar entführt wurde, folgte die überraschende Verpflichtung durch den österreichischen Erstligaklub Austria Klagenfurt, welche erst durch die finanzielle Unterstützung des Kärntner Großindustriellen Adolf Funder möglich geworden war. Emma avancierte bald zu einem der Topstars in der österreichischen Nationalliga. 1972/73 wurde er mit 20 Toren hinter Wolfgang Breuer vom SSW Innsbruck, der 22 Tore schoss, Zweiter der Torschützenliste in Österreich, 1973/74 mit 21 Toren wiederum Zweiter hinter Hans Krankl, der 36 Tore erzielte, wobei Austria Klagenfurt stets im Abstiegskampf verwickelt war, Emmerichs Konkurrenten jedoch bei den Spitzenklubs spielten.
Nach diesen überaus erfolgreichen Auslandsengagements gab er sein Comeback im deutschen Profifußball beim 1. FC Schweinfurt 05, dann FV Würzburg 04 und den Würzburger Kickers in der Zweiten Liga Süd.

### Erfolge

#### Vereinsmannschaften
- Europapokal der Pokalsieger (1): 1966 mit Borussia Dortmund
- Deutscher Meister (1): 1963 mit Borussia Dortmund
- Deutscher Vize-Meister (2): 1961, 1966 mit Borussia Dortmund
- DFB-Pokal-Sieger (1): 1965 mit Borussia Dortmund
- DFB-Pokal-Finalist (1): 1963 mit Borussia Dortmund
- Belgischer Pokalsieger (1): 1971 mit AC Beerschot

#### Nationalmannschaft
- Vize-Weltmeister (1): 1966

#### Torschützenkönig
- Torschützenkönig im Europapokal der Pokalsieger (1): 1966 (14 Tore, Rekord) für Borussia Dortmund
- Torschützenkönig der Fußball-Bundesliga (2): 1966 (31 Tore), 1967 (28 Tore) für Borussia Dortmund
- Torschützenkönig der Belgischen Liga (1): 1970 (29 Tore) für K. Beerschot VAC
- Torschützenkönig der 2. Fußball-Bundesliga Süd (1): 1977 (24 Tore) für FV Würzburg 04
- Erster Spieler mit 100 Bundesligatoren

### Nach der Fußballkarriere
Nach der Fußballkarriere strebte Emmerich zum Amt des Trainers und begann als Spielertrainer in Stift Quernheim. Hier wurde er allerdings nicht heimisch. Trainerstationen in Mainz, Reutlingen und Bayreuth folgten. Später lebte Emmerich in Bad Kreuznach und Idar-Oberstein. Er arbeitete u. a. als Kanalinspekteur. 1991 wurde er Trainer vom SV Spabrücken und wurde ungeschlagen Meister der Landesliga West. Anschließend zog es ihn zum SC Idar-Oberstein. Er erreichte auch dort den Aufstieg von der Landesliga in die Verbandsliga und später weiter in die Oberliga. In der Saison 1996/97 trainierte Emmerich den Bezirksligisten SG Weinsheim. Danach trainierte er den TuS Kirschweiler in der Landesliga bis 1999, um dann zu Borussia Dortmund zurückzukehren, wo er bis zu seinem Tod zusammen mit Aki Schmidt als Fanbeauftragter fungierte.
Lothar Emmerich starb im Alter von 61 Jahren in der Lungenklinik Hemer an Lungenkrebs. Er wurde auf dem Bezirksfriedhof in Marten bestattet.
Nach Emmerichs Spitznamen Emma wurde auch das Maskottchen des BVB, eine Biene, mit dem Namen Emma benannt.

## Sprüche und Anekdoten
- Mit dem Ausruf „Gib mich die Kirsche!“ forderte er von seinen Mitspielern den Ball.[11]
- Er verzückte seine Fans stets mit einem für 1960er und 1970er Jahre durchaus ungewöhnlichen, ausgelassenen Torjubel. Berühmt war er dabei für sein in Cowboy-Manier geschwungenes „Lasso“.
- Lothar Emmerich kommentierte gegenüber den Journalisten 1966 im Villa Park in Birmingham sein Tor im Weltmeisterschaftsspiel gegen die Nationalmannschaft von Spanien: „Ich habe nicht einfach draufgeknallt, sondern instinktiv die Lage gepeilt und den richtigen Winkel gewählt.“ Zeit seines Lebens wurde er immer wieder auf dieses „Geistertor“ angesprochen.[12]

Belgien:
- 1969 verließ Emmerich die deutsche Bundesliga und kickte drei Jahre lang erfolgreich für den AC Beerschot Antwerpen.
- Nach einem Gerücht geriet er vor einem Spiel 1970 gegen den Stadtrivalen Royal Antwerpen in die Hände von Kidnappern. Erst 24 Stunden nach der Partie wurde er wieder freigelassen. Wohin und von wem er entführt wurde, ist bis heute ungeklärt. Nur bei einer Sache war sich der Vize-Weltmeister ganz sicher: „Die wollten nicht, dass ich spiele. Bis zu meiner Freilassung wurde ein Großteil meiner Wünsche erfüllt.“

Wahr ist jedoch, dass Emmerich bei 3 von 4 Duellen gegen Royal auf dem Platz stand und bei der anderen Partie verletzt war. 1969/70 spielte Royal Antwerpen in der 2. Liga.
Österreich:
- Kurt Messner, ein Jahr lang Emmerichs Mannschaftskollege bei Austria Klagenfurt, spricht heute noch in höchsten Tönen über den Deutschen: „Da habe ich zum ersten Mal gesehen, was ein Profi ist“, betonte der spätere Erfolgstrainer, und weiter: „Emmerich hat nur den Erfolg gesucht, ist Vorbild im Training und im Spiel gewesen. Ich habe von ihm viel profitiert.“
- Als der Austria-Klagenfurt-Trainer Freddy Hohenberger wegen Regens statt des Trainings eine taktische Besprechung angesetzt hatte, sagte Emmerich: „Da kann ich ja gleich nach Hause gehen“.
- „Der watschelt ja wie Dagobert Duck“ ulkte seinerzeit Lothar Emmerich beim ersten Training in Klagenfurt über Klasse-Verteidiger Walter Koch. Der Spitznamen „Dago“ ist dem damaligen Kickertalent und späteren österreichischen Bundesligaspieler geblieben.[13]

Seine Krankheit:
- Die Diagnose Lungenkrebs schockte Lothar Emmerich nur kurz: „Es kam mir so vor, als würde ich in der 89. Minute vor 100 000 Zuschauern den Ball auf mich zufliegen sehen – und plötzlich haut mir der gegnerische Keeper voll einen auf die Zwiebel. Alles um mich herum brach zusammen. Totaler Knockout.“ Dann nahm er den Kampf gegen den „verfluchten Krebs“ auf.
- Über seine schwere Erkrankung: „Ich habe mich noch nie unterkriegen lassen und alle Chancen, wieder ganz gesund zu werden. Ihr kennt doch Emma – der war immer ein Kämpfer.“
- Über seinen durch zahlreiche Chemotherapien verursachten Kahlschädel sagte er: „Ich trage jetzt eine moderne Glatze. Dafür werde ich auf dem Kopf schön braun, wenn die Sonne scheint.“

Rückblick:
- Sein Kindheitstraum – „Ich wollte einmal in schwarz-gelb (Borussia Dortmund) und einmal in schwarz-weiß (Nationalmannschaft) spielen“ – hat sich erfüllt.[14]
- „Ich habe nie lange gefackelt, die Kartoffel immer sofort auf die Bude geballert.“[14]